# Réunion des théâtres lyriques nationaux
La Réunion des théâtres lyriques nationaux (RTLN) est un établissement public français créé le 14 janvier 1939 pour assurer la gestion artistique lyrique et financière conjointe de l'Opéra de Paris (Opéra Garnier) et de l'Opéra-Comique (salle Favart).
Cet organisme est dissous en 1978.

## Historique
Les nombreuses difficultés financières rencontrées par l'Opéra-Comique dans les années 1930 incitent l'État français à placer par décret du 13 août 1936 l’Opéra-Comique et l'Opéra de Paris sous gestion unique. Appelée « Réunion des théâtres lyriques nationaux » (sigle : RTLN), la nouvelle structure est administrée par Jacques Rouché, directeur de l'Opéra de Paris depuis 1914. Il est assisté dans sa tâche par un conseil consultatif de douze membres présidé par Antoine Mariotte.
La loi du 14 janvier 1939 institue officiellement cette fusion sous forme d'un établissement public placé sous l'égide du ministère de l'Éducation nationale et géré par un administrateur. Les deux salles conservent néanmoins leur répertoire spécifique et leur troupe, même si des échanges s'instaurent. Chacune possède également un directeur.
Après une première fermeture en 1971, l’Opéra-Comique cesse son activité le 30 novembre 1972 pour devenir de 1974 à 1978 un  lieu de formation pour les jeunes chanteurs sous le nom d'« Opéra-Studio ».
La Réunion des théâtres lyriques nationaux est dissoute officiellement le 7 février 1978 au profit d'une nouvelle structure unique : le Théâtre national de l'Opéra. La salle Favart devient alors la seconde salle de spectacle de l'Opéra : l’Opéra-Comique recouvre néanmoins son indépendance en 1990, à la suite de l'inauguration d'une nouvelle salle pour l'Opéra de Paris : l'opéra Bastille.

## Les administrateurs
- 1936-1944 : Jacques Rouché
- 1945-1946 : Maurice Lehmann
- 1946-1951 : Georges Hirsch
- 1951-1955 : Maurice Lehmann
- 1955-1956 : Jacques Ibert
- 1956-1959 : Georges Hirsch
- 1959-1962 : A.-M. Julien
- 1962-1968 : Georges Auric
- 1968-1969 : André Chabaud (intérim)
- 1969-1971 : René Nicoly
- 1971-1972 : Jean-Yves Daniel-Lesur
- 1973-1978 : Rolf Liebermann

## Les directeurs
Opéra de Paris (palais Garnier)
- 1936-1944 : Jacques Rouché
- 1945-1946 : Reynaldo Hahn
- 1961-1963 : Emmanuel Bondeville
- 1971-1972 : Bernard Lefort
- 1974-1978 : Rolf Liebermann

Opéra-Comique (salle Favart)
- 1939-1940 : Henri Büsser
- 1941-1944 : Max d'Ollone
- 1944 : Lucien Muratore
- 1944-1945 : comité provisoire composé de Roger Désormière, Pierre Jamin, Louis Musy et Émile Rousseau
- 1945-1946 : Albert Wolff
- 1946-1948 : Henry Malherbe
- 1948-1949 : comité directeur composé de André Cluytens, Pierre Jamin et Louis Musy
- 1949-1951 : Emmanuel Bondeville
- 1952-1953 : Henry Beydts
- 1953-1954 : Maurice Decerf (intérim)
- 1954-1959 : François Agostini
- 1959-1961 : Marcel Lamy
- 1961-1963 : Emmanuel Bondeville
- 1963-1965 : Hervé Dugardin
- 1965-1968 : Eugène Germain
- 1968-1971 : Jean Giraudeau
- 1971-1972 : Bernard Lefort
- 1974-1978 (Opéra-Studio) : Louis Erlo